# جردن ویلیامز
جردن ویلیامز (انگلیسی: Jordan Williams؛ زادهٔ ۶ نوامبر ۱۹۹۵) یک بازیکن فوتبال اهل بریتانیا است. وی هم‌اکنون بازیکن باشگاه لیورپول است که به صورت قرضی در باشگاه سوئیندون تاون بازی می‌کند.

ویلیامز نخست در باشگاه نوجوانان رکسهام (رده سنی زیر ۱۴ سال) بازی می‌کرد که با توجه به نحوهٔ مطلوب بازیش توسط استعداد یاب‌های باشگاه لیورپول شناسایی شد و به آکادمی نوجوانان باشگاه لیورپول پیوست.